# Zespół Landaua-Kleffnera

Zespół Landaua-Kleffnera charakteryzuje się afazją i nieprawidłowym EEG

Zespół Landaua-Kleffnera – rzadki dziecięcy zespół neurologiczny charakteryzujący się nagłym lub stopniowym rozwojem afazji oraz nieprawidłowym elektroencefalogramem (EEG).
Atak mały przechodzi w duży. Ciężki rozwój afazji dziecięcej, trudności artykulacyjne (niejasność rozumienia mowy).
Zachorowalność: 1–8 rok życia, szczyt zachorowań 3–5 rok życia.
Napady padaczkowe zwykle są dobrze kontrolowane. Afazja lekooporna.
W EEG cechy CSWS (Continuous spikes and waves during sleep, zespół ciągłego zapisu iglica-fala podczas wolnofalowego snu) z dominacją w odprowadzeniach skroniowych i skroniowo-potylicznych. Mogą występować wieloogniskowe iglice.